# Claudio Prieto
Claudio Prieto (Muñeca de la Peña, Palencia; 24 de noviembre de 1934 - Madrid; 5 de abril de 2015) fue un compositor sinfónico.

## Biografía
Comenzó su andadura musical en los años 50 como instrumentista de diversas plantillas musicales, como la banda municipal del municipio de Guardo.
Claudio Prieto marchó a San Lorenzo de El Escorial cuando tenía 16 años, donde comienza su etapa de formación con el musicólogo agustino Padre Samuel Rubio.
En 1960, obtiene una beca de intercambio Cultural del Ministerio de Asuntos Exteriores que le permite acudir a los Curso Superiores de Perfeccionamiento que se impartían en la Academia Nacional Santa Cecilia de Roma. Durante los tres años siguientes, tuvo como maestros a Goffredo Petrassi, Bruno Maderna y Boris Porena.
Al acabar la formación recibió el Diploma de Estudios Superiores de Perfeccionamiento de la Academia y regresó a España.
En 1967, participó en los Cursos Internacionales de Darmstadt (Alemania) con los profesores György Ligeti, Karlheinz Stockhausen, Earle Brown, entre otros...
Su trayectoria profesional se inicia en Madrid con el estreno en el Ateneo de su obra 'Improvisación', para conjunto de cámara. Pero su verdadero lanzamiento llegaría con la pieza 'Solo a Solo', para flauta y guitarra, premiada en 1969 como "Mejor obra española", por Juventudes Musicales y cuya difusión se ha mantenido desde entonces tanto en el ámbito nacional como en el internacional.

## Obra
Prieto conoce y domina cuantos elementos componen el lenguaje musical clásico y contemporáneo. Ha trabajado todo el abanico de formaciones instrumentales, desde las solistas, hasta la conjunción de coro y orquesta, pasando por los tríos, los cuartetos o las orquestales.
Varias
- Improvisación para un conjunto de cámara.
- Solo a Solo, para flauta y guitarra (Premio Mejor Obra española, dado por Juventudes Musicales en 1969)
- Fandango de Soler, obra seleccionada por Radio Nacional de España (RNE) para la XX Temporada de Conciertos de la Unión Europea de Radiodifusión (UER).
- Sinfonía nº 1.
- Sinfonía nº 2 (compuesta en los años 80, entre las ciudades de Madrid y Granada, y en Italia).
- Sinfonía nº 3 "Frühbeck Symphonie".
- Concierto de amor para violonchelo y orquesta, (compuesta entre 1985 y 1986).
- Adagio (compuesta en 1993), un pasaje de ritmos impetuosos, exultantes y coloristas, muy vitales...
- Peñas arriba, Adagio para gran orquesta, (compuesta en 1996), basada en la obra de José María de Pereda en la que se relaciona la montaña de Cantabria con la de Palencia.
- Himno a Guardo, letra de Javier Castrillo y partitura de Claudio Prieto. Se estrenó el domingo 30 de diciembre de 2001 en la iglesia de Santa Bárbara, donde fue interpretado por la Coral Vaccea, la Coral de Guardo, la soprano Zinaida Karandakova y la Orquesta Sinfónica Clásica Estatal Rusa, dirigida por Ramón Torre Lledó.

Obras solistas:
- Sonatas,
- Turiniana,
- Sones de un percusionista,
- Divertimento,
- Fantasía Balear,
- Divertimento, para saxofón alto solo
- Al alto espino, para voz y piano
- Caminos, para voz y piano

Sus obras han participado en numerosas ocasiones en la Tribuna Internacional de Compositores de la Unesco.
La versión coreográfica del Fandango de Soler, fue seleccionada por Radio Nacional de España (RNE) para la XX Temporada de Conciertos de la Unión Europea de Radiodifusión (UER), y ha sido interpretada en diversos países.
Sus composiciones han sido en Europa, América y Japón, por diferentes orquestas, como la Orquesta Nacional de España, las Orquestas Sinfónicas de RTVE Bilbao, Málaga y Tenerife, la Orquesta Ciutat de Barcelona y la Ciutat de Palma y extranjeras como la Sinfónica de Chicago, la Sinfónica de Hamburgo, la Sinfónica de Londres, la Orquesta Nacional de Santa de Cecilia de Roma, la Sinfónica de la RAI, la Rundfuk Sinfonieorchestrer Berlín, entre otras.
Carrera no compositora
- Miembro fundador de la Asociación de Compositores Sinfónicos Españoles (AESC) en 1976.
- Consejero de la Sociedad General de Autores y Editores (SGAE), desde 1987 hasta 1995, para pasar a ser Vicepresidente de Música.
- Fue Miembro del Consejo de Dirección de la SGAE.

## Últimos años
Con motivo del 80 aniversario del compositor, la Fundación Botín de Santander celebró un concierto en noviembre de 2014.
La noticia del fallecimiento fue anunciada por la Orquesta y Coro de RTVE en su perfil de Facebook:

Os tenemos que dar una mala noticia. Hoy ha fallecido el compositor palentino Claudio Prieto. Nuestras condolencias a su familia. Nos vemos además ante una de esas coincidencias que a veces nos depara el destino, pues esta semana la OSRTVE interpretará por primera vez su obra 'Ensoñaciones'. Descanse en paz maestro.

El concierto de la OSRTVE del 10 de abril de 2015 se inició con un emotivo minuto de silencio por su pérdida y se dedicó a su memoria.

## Galardones
- 1964: Premio Nacional SEU de Composición Musical, por Movimientos para violín y conjunto de cámara,
- 1969: Premio Juventudes Musicales a la Mejor Obra de Música Española, por Sólo a sólo,
- 1972: Premio de la Radio Televisión Italiana por Al-Gamara,
- 1973: Premio del Sindicato Nacional de del Espectáculo por Nebulosa,
- 1974: Premio Internacional Oscar Esplá,
- 1974: Premio Segastián Durón por Cuarteto I,
- 1976: Premio Internacional Manuel de Falla por Sinfonía nº 1,
- 1979: Trofeo Arpa de Oro en el V Concurso de Composición de la Confederación Española de Cajas de Ahorro (CECA) por Concierto 1,
- 1984: Premio Internacional Reina Sofía por Concierto Imaginante,
- 1993: Primer Premio Plástico del Grupo Muriel.
- 1994: Premio Castilla y León de las Artes
- 1996: Premio Nacional Cultura Viva, por el conjunto de su trayectoria artística.
- 1999: Premio El Norte de Castilla, otorgado por los redactores del periódico en Palencia.[4]
- 2004: Premio al Mejor Autor de Música Clásica, otorgado por la Academia de las Artes y de la Música, en la VIII Edición de los Premios de la Música

## Honores
- En la Academia de las Artes y Ciencias Históricas de Toledo se le nombró Académico Correspondiente en Madrid.
- Concierto en día de su 70.º cumpleaños en el Auditorio Nacional de Música, a cargo de la Orquesta Filarmonía y el violonchelista Dimitar Furnadjiev.
- El Instituto de Educación Secundaria de Guardo, el municipio de su localidad de nacimiento, lleva su nombre.
- Su Biografía ha sido escrita por Víctor Andrés Pliego y titulada Claudio Prieto. Música, belleza y comunicación, editada por Editorial Complutense en Madrid en 1994, con 186 págs. ISBN 84-8048-104-8